# 신의 전사 2
《신의 전사 2》(The Prophecy II)는 미국에서 제작된 그레그 스펜스 감독의 1998년 공포, 스릴러 영화이다. 크리스토퍼 월켄 등이 주연으로 출연하였고 조엘 소이슨 등이 제작에 참여하였다.

## 출연

### 주연
- 크리스토퍼 월켄
- 러셀 왕

### 조연
- 제니퍼 빌즈
- 브리트니 머피
- 스티브 히트너
- 브루스 애보트
- 윌리엄 프라엘
- 글렌 댄지그
- 에릭 로버츠

## 기타
- 원조: 그레고리 위든
- 라인프로듀서: 러셀 D. 마코위츠
- 미술: 쉐이 오스틴
- 의상: 페니 피엔
- 배역: 마크 틸먼